# Piéride des crucifères
Pieris oleracea
Espèce
La Piéride des crucifères (Pieris  oleracea) est une espèce d'insectes lépidoptères (papillons) de la famille des Pieridae, de la sous-famille des Pierinae et du genre Pieris.

## Dénomination
Pieris oleracea a été nommé par Harris en 1829.
Synonymes : Pontia hyemalis Harris, 1829 ; Pieris cruciferarum Boisduval [1836] ; Pontia napi oleracea ; Dyar, 1903 ; Pontia napi cruciferarum ; Dyar, 1903,

### Noms vernaculaires
La Piéride des crucifères se nomme Mustard White  en anglais.

## Description
Ce papillon blanc est de petite taille (son envergure varie de 32 à 50 mm). Il est d'un blanc crayeux, avec uniquement au bord costal de l'aile antérieure une ligne grisée.
Le revers est blanc mais dans la forme printanière l'aile postérieure et la partie apicale de l'aile antérieure sont jaune pâle, alors que dans la forme estivale elles sont blanches. Les veines peuvent être plus ou moins soulignées de gris,

### Chenille
La chenille est verte, ornée de très petites taches noires et d'une ligne blanche ou jaune pâle sur les flancs.

## Biologie

### Période de vol et hivernation
Il vole en une à quatre générations suivant son lieu de résidence, une seule en juin juillet dans le nord de son aire, deux entre avril et septembre et même trois à quatre dans le sud de l'Ontario.
Il hiberne au stade de chrysalide.

### Plantes hôtes
Les plantes hôtes de la chenille sont des moutardes, des Brassicaceae et tout particulièrement des Arabis  et des Dentaria.

## Écologie et distribution
Il est présent dans le nord de l'Amérique du Nord, au Canada de la Colombie-Britannique, l'ouest des Territoires du Nord-Ouest et l'Alberta jusqu'à Terre-Neuve et aux États-Unis des états des Grands Lacs Dakota du Nord, Minnesota, Wisconsin, Michigan jusqu'à l'État de New-York, le Maine et la Nouvelle-Écosse,.

### Biotope
Il réside dans les clairières et les lisières de forêts.

### Protection
Pas de statut de protection particulier.